# 20476 Chanarich
20476 Chanarich este un asteroid din centura principală de asteroizi.

## Descriere
20476 Chanarich este un asteroid din centura principală de asteroizi. A fost descoperit pe 13 iulie 1999 la Socorro, New Mexico, în cadrul proiectului LINEAR. Asteroidul prezintă o orbită caracterizată de o semiaxă mare de 2,21 ua, o excentricitate de 0,14 și o înclinație de 2,7° în raport cu ecliptica.